# Jerusalén, Tenejapa
Jerusalén är en ort i Mexiko.   Den ligger i kommunen Tenejapa och delstaten Chiapas, i den sydöstra delen av landet, 800 km öster om huvudstaden Mexico City. Jerusalén ligger 1 718 meter över havet och antalet invånare är 508.
Terrängen runt Jerusalén är huvudsakligen kuperad, men den allra närmaste omgivningen är bergig. Runt Jerusalén är det ganska tätbefolkat, med 155 invånare per kvadratkilometer. Närmaste större samhälle är Pantelhó, 18,3 km norr om Jerusalén. I omgivningarna runt Jerusalén växer i huvudsak städsegrön lövskog.